# オーデンヴァルト

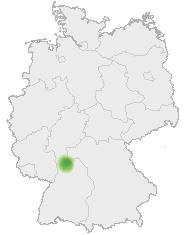
オーデンヴァルトの位置

オーデンヴァルト (Odenwald) は、ドイツのヘッセン州、バイエルン州、バーデン＝ヴュルテンベルク州にまたがる低中山地。

## 位置
オーデンヴァルトは、ベルクシュトラーセを含む上部ライン平野を西側に、マイン川とバウラントを東側に、ダルムシュタット付近のライン＝マイン平野を北側に、クライヒガウを南側にして囲まれた地域である。ネッカー渓谷の南側一帯を「小オーデンヴァルト」と称する。
オーデンヴァルトの北部と西部はヘッセン州の南部に、東部と南部はウンターフランケン地方およびバーデン地方に属する。

## 地質学
オーデンヴァルトは、ドイツに数多くある低中山地とともにVariszischen Gebirge（三畳紀からデボン紀の間の造山活動により形成された山地）であり、ヨーロッパの多くの部分が形成された、3億年以上前のデヴボン紀に形成された。その形成の原因は、原-ヨーロッパと原-アフリカの二つの大陸の衝突による。
約2億年前の三畳紀に、土地は再び沈み、特異な過程でゲルマン盆地を形成した。ここには1mもの紅い砂岩の地層が堆積している。後に巨大なビンネンメーア湖のムシェルカルク質（貝殻の石灰質）が覆い、コイパー時代の堆積物がそれに続く。こうして南ドイツの台地が形成された。
今日のオーデンヴァルトにあたる地域には、1億8000万年前の地表が現れている。オーデンヴァルトの西部では、部分的に数百mの堆積物の層がはがれ落ちたことが観察できる。オーデンヴァルトの東部では、雑色砂岩の堆積物のみが残っている。さらに東のバウラントでは、現在もムシェルカルク質が雑色砂岩質の上に残っている。
5000万年から6000万年前に地質学的な境界に沿って火山が形成された。その跡が残っているのがオッツベルクであり、カッツェンブッケルである。境界線に沿って流れる川がガーシュプレンツ川とヴェシュニッツ川で部分的に河床が発掘されている。
同じ頃に中央ヨーロッパプレートが割れはじめ、ライン渓谷が形成されヘッセン低地が形成された。ライン渓谷の沈下は現在も年に1mm程度のペースで続いており、オーデンヴァルトは相対的に高度が高くなりつつある。
ライン渓谷は地中海からノルウェーへ伸びる地溝帯の一部である。オーデンヴァルトの縁は約2500mもの深さがあるのだが、新しい川や湖の堆積物で現在の高さになった。2000万年前までは北海はワーテルロー低地を越えてライン渓谷にまで入り込んでいたのだ。
なお、この山地を中心とした地域は「ベルクシュトラーセ・オーデンヴァルトユネスコ世界ジオパーク」に指定されている。

## 歴史
- 紀元前400年頃：ケルト人（ガリア人）が南ドイツのほぼ全域に住んだ。オーデンヴァルトはほぼ完全に森に覆われ、人はほとんど住まなかった。ゲルマン人が、ケルト人をライン川の向こうフランスへ追いやった。
- 70年頃：ローマ人がオーデンヴァルトの南東部に進入した。
- 130年頃：皇帝ハドリアヌスの治世（117年 - 138年）の間に、ネッカー＝オーデンヴァルト＝リーメスが築かれた。リーメスはバート・ヴィンプフェンから北にネッカーブルケン、ザッテルバッハ、ファーレンバッハ、トリエンツ、オーバーシャイデンタール、シュロッサウ、そしてマイン川沿いのヘッセルバッハに至った。オーデンヴァルトは、上部ゲルマニア属州となった。
- 155年頃：リーメスは約30km東側（ヴァルデュルン＝オスターブルケン間）に移動した。
- 260年：ローマ帝国の支配力が低下。アレマン族がオーデンヴァルトの支配者を追い払い、後にフランク王国となる勢力をマイン川＝ネッカー川間に築き上げた。
- 5世紀：クローヴィス1世治下のフランク王国はいくつかの居住区に分割された。
- 7-8世紀：アイルランド・スコットランド系の修道士（ピルミニウス、ボニファティウス）によってキリスト教化がなされた。農場経営に好都合な貝殻石灰岩統時代（三畳紀中期）の地層（ムシェルカルク）であるバウラント地方には今日の村にあたる入植地ができ、大まかな植民ネットワークができあがっていった。これに対して、やせた土地である斑砂統（ブンター統）時代（三畳紀前期）の地層であるオーデンヴァルトはまだ、人の住まない状態にあった。
- 9世紀：この頃にはオーデンヴァルトの南東部付近では、バウラント地方の入植地が密になり境界を広げて接するようになってきた。こうして、ムシェルカルクとブンターとの境界は乗り越えられた。

### 名前の由来
「オーデンヴァルト」の名前の起源は未解決で現在も議論がなされている。
- この名前は「オーディン」の森に由来する。この説の主要な問題点は、南ドイツにおいては長い間オーディンはもっぱらヴォータンとして敬われていたことである。しかし、80km西のノルトプフェルツァー山地にあるオーデンバッハの町は、中世には「オーディンバッハ」と呼ばれていたことが証明されている。
- 別の解釈は、オーデンヴァルトと昔のローマ時代の行政管理単位である「シヴィタス・オウデリエンジウム」の名称を関連づけるものである。これは、この山地の別名であり、「オウデリエンザー」という部族名にちなんで命名された可能性がある。
- あるいは「オイターバッハ森林山地」とも言うように「オイターバッハ」という名前と結びつけることもある。しかし、この説明では、「オイターバッハ」の起源は何であるかという問いに直面することになる。
- 「öde」（荒野）と関連するという考えもある。現代の感覚では「荒野」とは異なるが、「入植者がまばらな」という意味であったかもしれない。
- 「Odem」（気配）を意味しているとも考えられる。ここでは、そこに神々の気配があるという意味を込めたのであろう。しかし、この解釈では未解決の問題が残る。一般的に確かに気配を「Odem」と表現する。だがそれならば、Odemwaldが、Odenwaldであるのはなぜかということである。

### 伝説と神話
ニーベルンゲンの歌では、ドラゴン殺しのジークフリートは、ブルグント王国王国の都ヴォルムスから狩りへ（一説には出兵が中止になって）向かう途中にオーデンヴァルトでハーゲンによって殺害された。その正確な場所は伝えられていないため、ヘッセンのオーデンヴァルトに位置するあらゆる町が、ジークフリート終焉の地を名乗ろうと議論を繰り広げている。

## 地勢

### 山

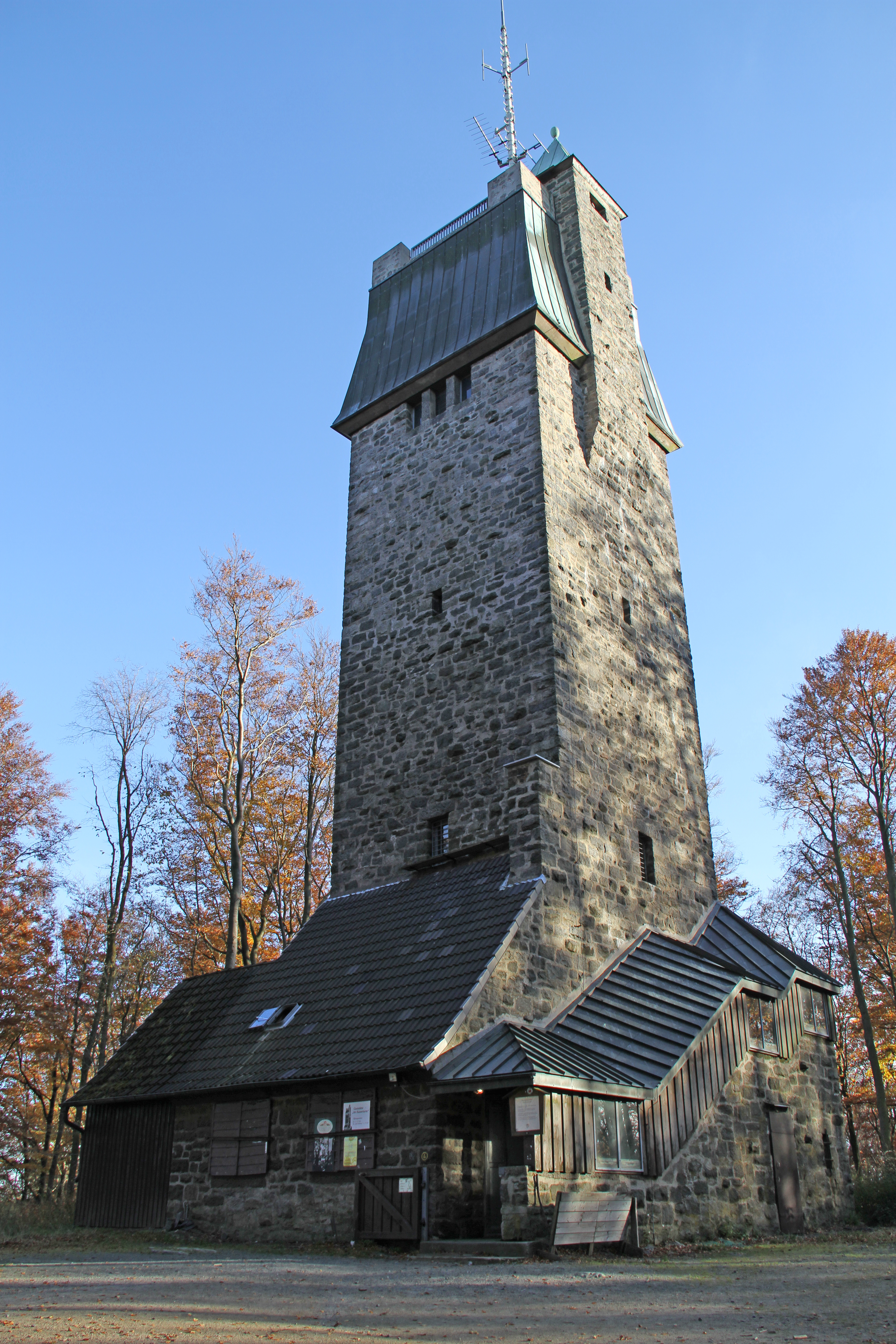
ノインキルヒャー・ヘーエの皇帝の塔

- カッツェンブッケル（Katzenbuckel 626m; 展望台）、バーデン＝ヴュルテンベルク州ネッカー＝オーデンヴァルト郡
- ノインキルヒャー・ヘーエ（Neunkircher Höhe 605m; 皇帝の塔）ヘッセン州ベルクシュトラーセ郡
- ハルトベルク（Hardberg 593m）ヘッセン州ベルクシュトラーセ郡
- シュティーフェルヘーエ（Stiefelhöhe 589m）ヘッセン州／バーデン＝ヴュルテンベルク州の州境
- トロム（Tromm 577m; 展望台）ヘッセン州ベルクシュトラーセ郡
- クレーベルク（Krehberg 576m）ヘッセン州ベルクシュトラーセ郡
- ケーニッヒシュトゥール（Königstuhl 567.8m; 天文台、登山鉄道）バーデン＝ヴュルテンベルク州ハイデルベルク郡
- キンツェルト（Kinzert 553m）バーデン＝ヴュルテンベルク州ネッカー＝オーデンヴァルト郡
- ヴァイサー・シュタイン（Weißer Stein 550m; 展望台）バーデン＝ヴュルテンベルク州ネッカー＝オーデンヴァルト郡
- ホーヘ・ヴァルテ（Hohe Warte 548m）バーデン＝ヴュルテンベルク州ネッカー＝オーデンヴァルト郡
- シュペッサルツコプフ（Spessartskopf 547m）ヘッセン州ベルクシュトラーセ郡
- ファルケンベルク（Falkenberg 546m）ヘッセン州オーデンヴァルト郡
- ヴァルツクノプフ（Walzknopf 538m）ヘッセン州ベルクシュトラーセ郡
- ヴァーゲンベルク（Wagenberg 535m）ヘッセン州ベルクシュトラーセ郡
- アイヒェルベルク（Eichelberg 526m; 展望台）バーデン＝ヴュルテンベルク州ネッカー＝オーデンヴァルト郡
- クレーベルク（Krähberg 520m）ヘッセン州オーデンヴァルト郡
- メリボクス（『マルシェン』）（Melibokus ("Malschen") 517.4m）ヘッセン州ベルクシュトラーセ郡
- モルスベルク（Morsberg 517m）ヘッセン州オーデンヴァルト郡
- フェルスベルク（Felsberg 514m; フェルゼンメーア（Felsenmeer 岩の海）がある）ヘッセン州ベルクシュトラーセ郡
- ダウムベルク（Daumberg 461.7m）ヘッセン州ベルクシュトラーセ郡ゴルクスハイマータール＝トレーゼル
- ハイリゲンベルク（Heiligenberg 445m）バーデン＝ヴュルテンベルク州ハイデルベルク市
- オッツベルク（Otzberg 367m）ヘッセン州ダルムシュタット＝ディーブルク郡
- アウエルベルク（Auerberg339.7m、アウエルバッハ城）ヘッセン州ベルクシュトラーセ郡
- ブロイベルク（Breuberg 306m、ブロイベルク城）ヘッセン州オーデンヴァルト郡

### 水面

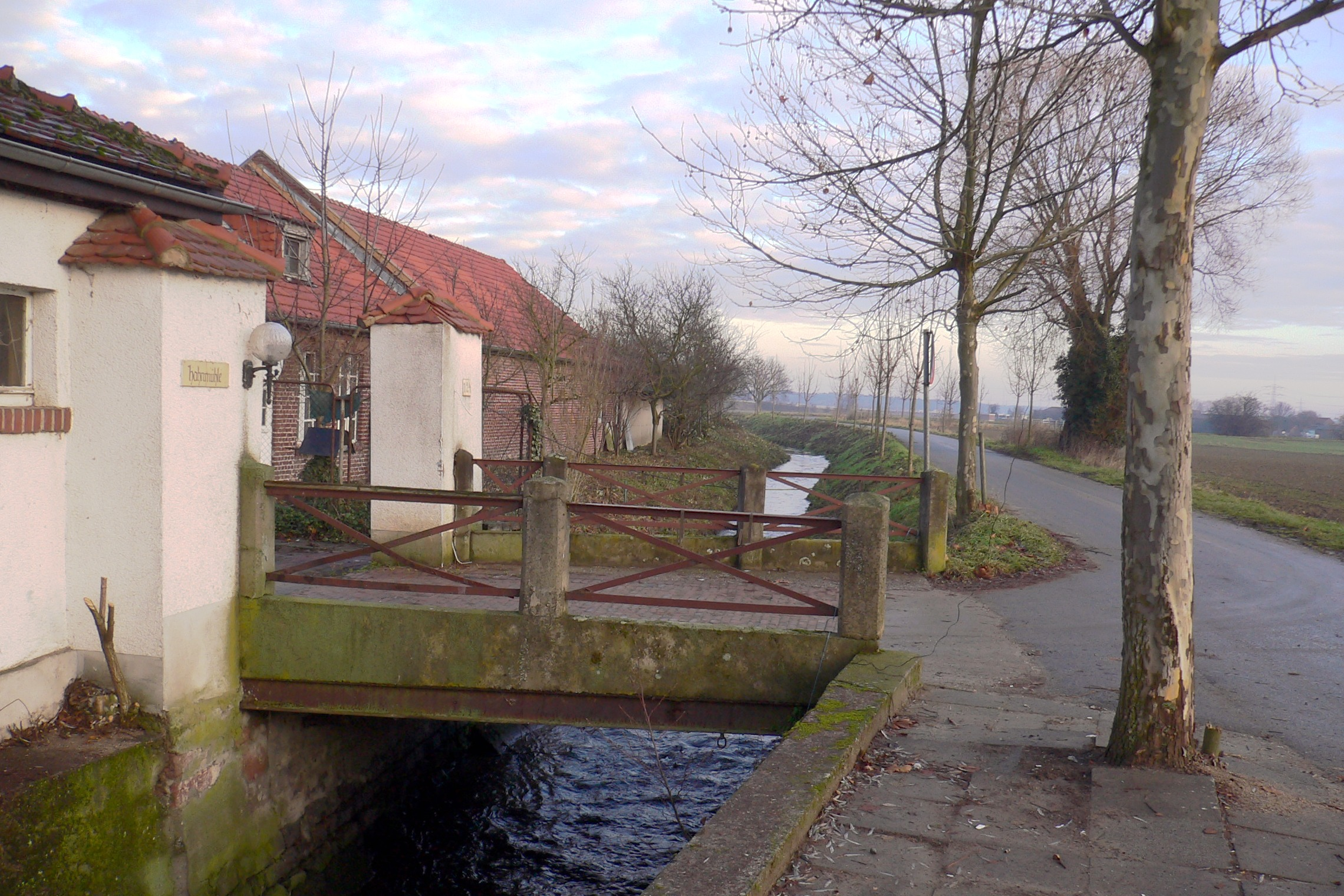
モーダウ川（プフンクシュタット）

#### 流水面
オーデンヴァルトには多くの川の水源がある。以下のものがある：
- ヴェシュニッツ川（Weschnitz 60km）ライン川の支流
- ミュムリンク川（Mümling 50km）マイン川の支流
- ガーシュプレンツ川（Gersprenz 47km）マイン川の支流
- エルツ川（エルツバッハ川）（Elz (Elzbach) 34km）ネッカー川の支流
- モーダウ川（Modau）ライン川の支流
- ムート川（ムーダウ川）（Mud (Mudau)）マイン川の支流
- ウルフェンバッハ川（Ulfenbach 19.1km）ヒルシュホルンでフィンケンバッハ川と合流しラハスバッハ川となってネッカー川に注ぐ
- フィンケンバッハ川（Finkenbach 20.5km）ヒルシュホルンでウルフェンバッハ川と合流しラハスバッハ川となってネッカー川に注ぐ

#### 静水面
オーデンヴァルトには静水面もある。
- マールバッハ＝シュタウゼー湖（Marbach-Stausee）
- オイターゼー湖（Eutersee）

## 行政区

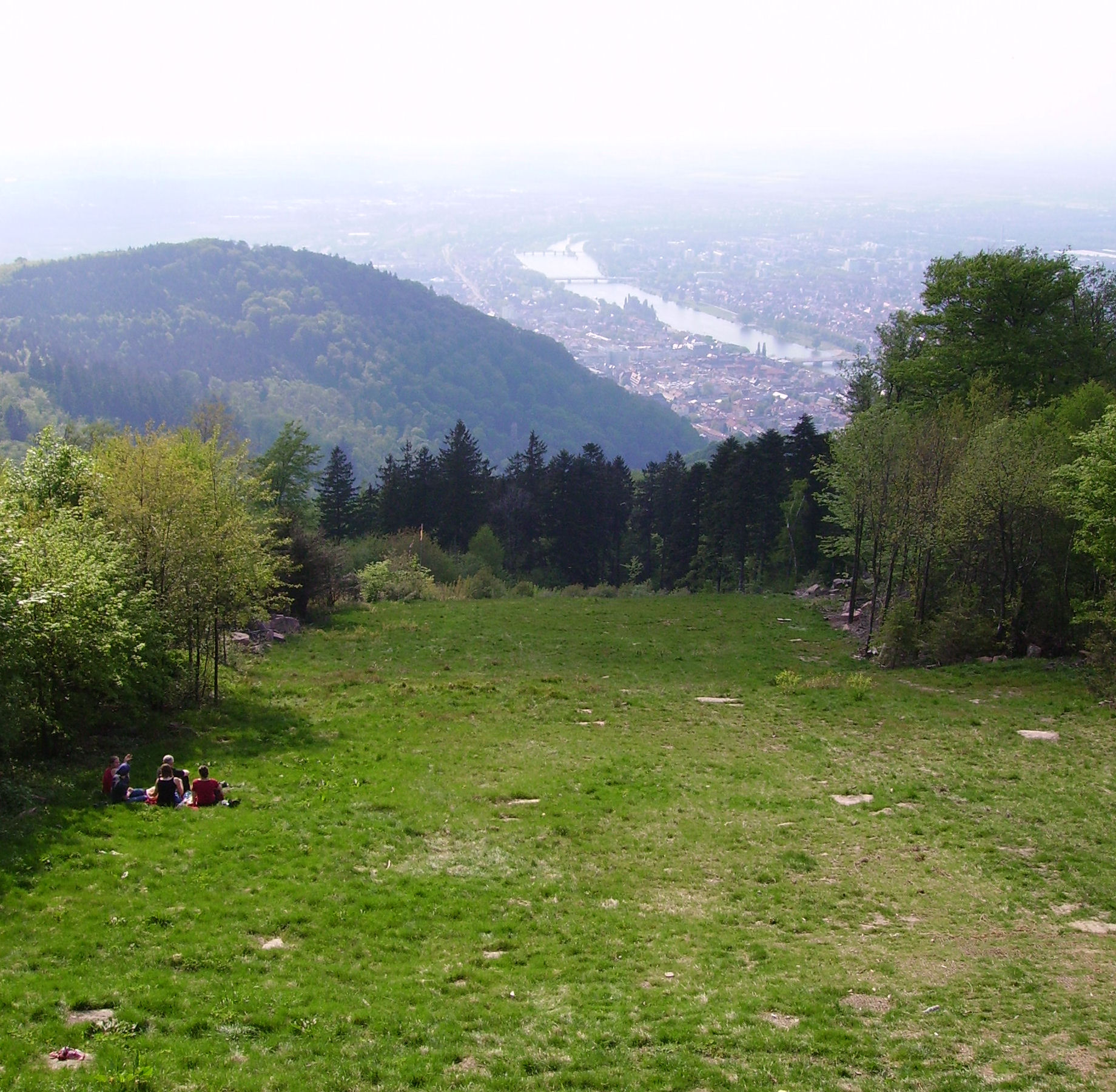
ケーニッヒシュトゥール山からハイデルベルクを望む

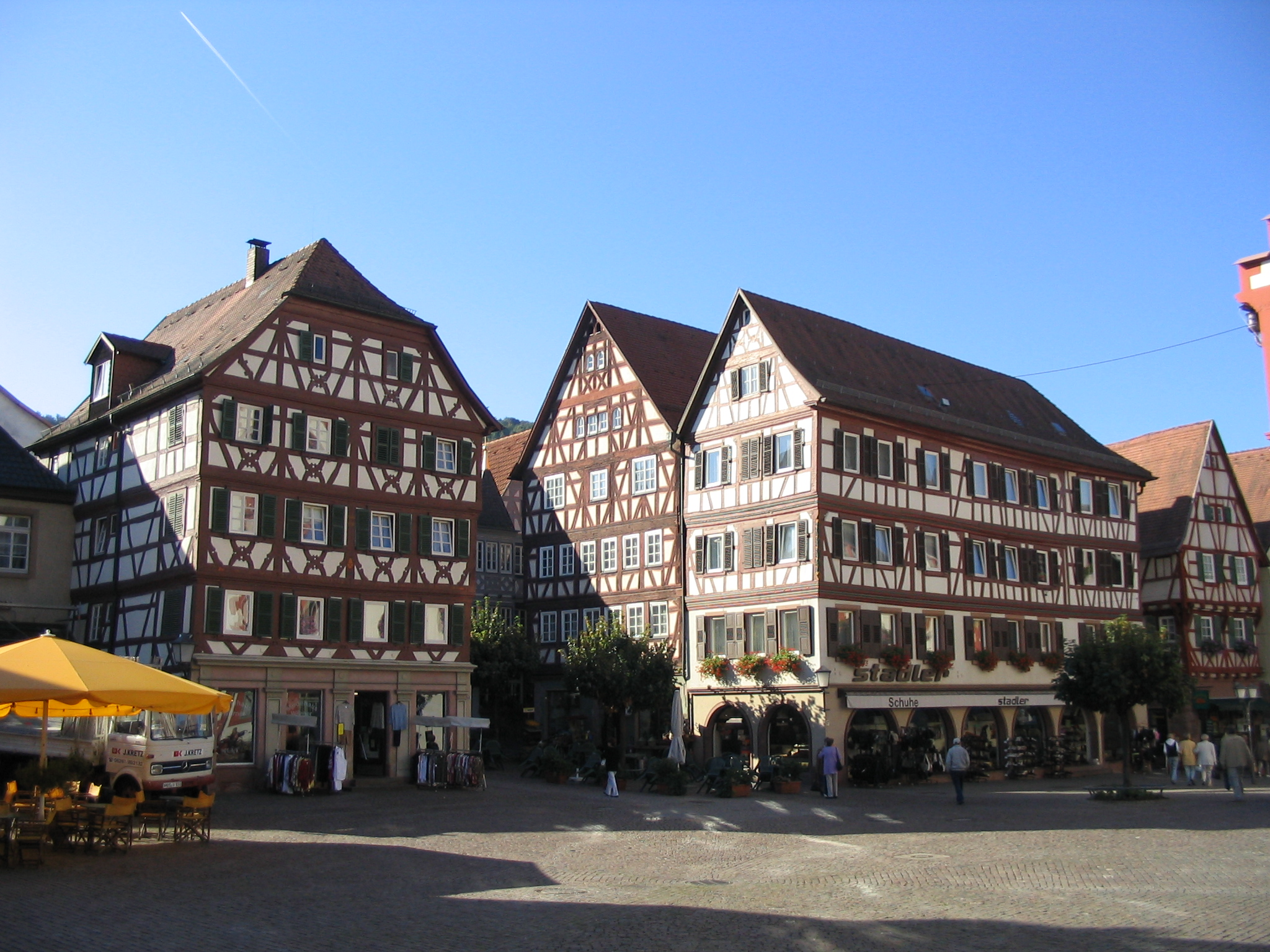
モースバッハのマルクト広場

### 郡（郡庁所在地）
- ベルクシュトラーセ郡（ヘッペンハイム）
- ダルムシュタット＝ディーブルク郡（ダルムシュタット＝クラニッヒシュタイン）
- マイン＝タウバー郡（タウバービショフスハイム）
- ミルテンベルク郡（ミルテンベルク）
- ネッカー＝オーデンヴァルト郡（モースバッハ）
- オーデンヴァルト郡（エアバッハ）
- ライン＝ネッカー郡（ハイデルベルク）

### 独立市
- ダルムシュタット
- ハイデルベルク

## 交通、観光

### 道路
オーデンヴァルト・アウトバーン（A45）が開通している。多くのブンデスシュトラーセがオーデンヴァルトを通っている。
- B38: ラインハイム − グロス・ビーベラウ − ブレンスバッハ − ライヒェルスハイム − フィルト − メーレンバッハ − ビルケナウ − ヴァインハイム
- B45: グロス・ウムシュタット − ヘキスト − バート・ケーニヒ − ミヒェルシュタット − エアバッハ − ベーアフェルデン − エーバーバッハ
- B47: ベンスハイム − リンデンフェルス − ライヒェルスハイム − ミヒェルシュタット − アモールバッハ
- B426: ダルムシュタット − ラインハイム − ヘキスト − オーベルンブルク
- B460: ヘッペンハイム − フィルト − モッサウタール − ヒュッテンタール

他にオーデンヴァルトを横切るニーベルゲン街道とジークフリート街道がある。（ニーベルンゲン＝ジークフリート街道参照）

### 鉄道

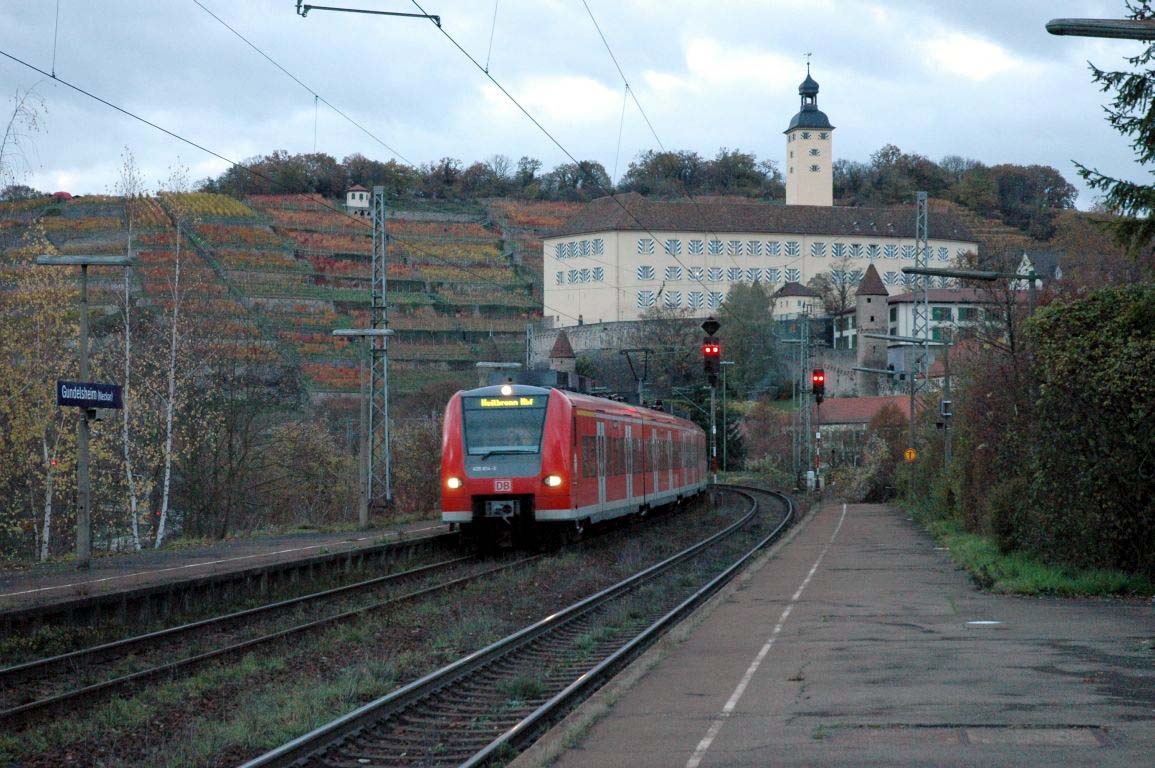
ネッカータール鉄道。グンデルスハイム付近

- オーデンヴァルト鉄道。ダルムシュタット、またはハーナウからヴィースバッハ＝ホイバッハを経由してエーバーバッハへ。1882年開業。2005年12月以来、最新式のItino列車が運行可能となった。
- ヴェシュニッツタール鉄道。ヴァインハイムからフィルト。1895年開業。
- ユーバーヴァルト鉄道。メーレンバッハからヴァルト＝ミヒェルバッハ経由ヴァーレンまで。1901年開業。1996年操業停止。
- シェレカッテル。ヘッツバッハからベーアフェルデン。1904年開業。1996年操業停止。
- オーデンヴァルト・エクスプレス。モースバッハからムーダウまで。かつての1000mm狭軌鉄道跡。1905年開業。1980年以来、トレッキング（サイクリング）コースとして拡張された。
- ネッカータール鉄道。オスターバーケンからモースバッハやエーバーバッハを経由してハイデルベルクまで。
- ガーシュプレンツタール鉄道。ラインハイムからライヒェルシュタインまで。1887年開業。1963年操業停止。
- マドンネンラント鉄道。ゼクアッハからミルテンベルクまで。

### レクリエーション

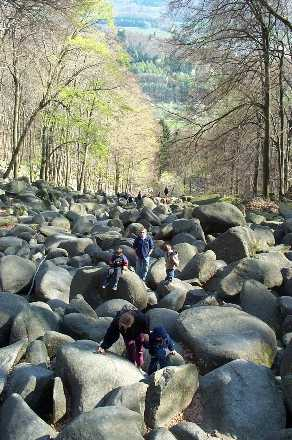
フェルゼンメーア

- ミュームリンクタールに位置するヘッセン州のブロイベルク、ハインシュタット地区に採石場がある。ここでオーデンヴァルダー・クレッテーフロインデン（オーデンヴァルト・クライミング同好会）が設立された。ここにはクライマーを保護するためのワイヤーザイルが用意されている。
- 標高514mのフェルゼンベルクの麓、ラウタータール＝ライヒェンバッハの北にフェルゼンメーアがある。ここは大変に大きな岩が広い範囲に集まっている場所で、ローマ時代からすでに採石場として利用されていた。
- ブーヒェンのエーバーシュタット地区で1971年に南ドイツで最も重要な鍾乳洞が見つかった。
- カッツェンブッケルには、水晶の小径がある。これはオーデンヴァルトで火山活動があったことを示すものである。
- オーデンヴァルトには総延長10,000kmを越えるハイキングコースのネットワークが整備されている。
- 曲がりくねった幹線道路は、オーデンヴァルトをオートバイで旅行する目的の一つとなっている。